# San Gimignano
San Gimignano er en italiensk by i Toscana. Byen har 7.480(2023) indbyggere og ligger i 324 meters højde sydvest for Firenze.
Byen blev grundlagt i det 3. århundrede f.Kr. som en lille etruskisk landsby. I det 10. århundrede fik den navnet San Gimignano, efter en biskop fra Modena, der havde forsvaret byen mod Attilas belejring. I middelalderen voksede byen sig stor og rig bl.a. på grund af sin placering på pilgrimsvejen Via Francigena, der gik fra Canterbury til Rom. I 1199 opnåede byen selvstændighed, som varede til 1348, hvor den blev underlagt Firenze.
San Gimignano er omgivet af velbevarede bymure og er især kendt for sine middelaldertårne. I middelalderen kappedes byens velhavende familier om at bygge de højeste og flotteste tårne, og i byens storhedstid skal der har været 72 tårne. I dag er kun 14 bevaret hvoraf Torre Grossa er det højeste; de kan ses langt omkring. Domkirken fra 1148 er kendt for sine mange fresker som. meget livagtige dommedagsscener af Taddeo di Bartolo.
San Gimignano blev i 1990 optaget på UNESCO's verdensarvsliste på grund af dens velbevarede og enestående middelalderarkitektur.

## Tårne
Mange andre byer i Toscana har også haft mange tårne, heriblandt Firenze, men de er for det meste blevet revet ned eller ødelagt af krige, katastrofer eller byfornyelse. San Gimignano har bevaret en række af sine tårne:
- Campanile della Collegiata
- Torri degli Ardinghelli
- Torre dei Becci
- Torre Campatelli
- Torre Chigi (1280)
- Torre dei Cugnanesi
- Torre del Diavolo
- Torre Ficherelli eller Ficarelli
- Torre Grossa (1311),[2] 54 m[3]
- Torre di Palazzo Pellari
- Casa-torre Pesciolini
- Torre Pettini
- Torre Rognosa, 51 m[4]
- Torri dei Salvucci

Carlsberg Byen i København er inspireret af den gamle by til at bygge ni tårne.